# Markus Grottke
Markus Grottke (* 1978 in Hannover) ist ein deutscher Betriebswirt und Hochschullehrer.

## Leben
Nach einer Bankausbildung studierte Markus Grottke von 2000 bis 2005 Betriebswirtschaftslehre (Diplom-Betriebswirt) sowie von 2002 bis 2007 Literaturtheorie, Philosophie und Politikwissenschaft im Zweitstudium (Magister Artium) an der Universität Passau. 2012 wurde er in Passau bei Thomas Schildbach mit der Arbeit Die strukturale Lageberichtsanalyse als Bestandteil einer offenen, erweiterten Jahresabschlußanalyse promoviert. 2013 erhielt er den Erich-Gutenberg-Preis für Nachwuchswissenschaftler der Erich-Gutenberg-Arbeitsgemeinschaft sowie 2012 den E.on Kulturpreis. Außerdem wurde seine Dissertation mit dem Preis der Nürnberger Steuergespräche e.V., einen Anerkennungspreis des Fürther Ludwig-Erhard-Kreises, sowie dem Helmut-Schmalen-Preis ausgezeichnet. 2020 habilitierte er sich an der Wirtschaftswissenschaftlichen Fakultät der Universität Passau mit dem Thema Komplexität im Steuerrecht. Er erhielt die venia legendi für Betriebswirtschaftslehre.
Grottke gründete nach der Promotion mit Dietrich Höschele und Stephan Wildner die vI verbal Intelligence GmbH. Diese entwickelte Verfahren zur automatisierten Auswertung von Textinformationen in Geschäftsberichten und wurde 2013 mit dem Niederbayerischen Gründerpreis (2. Platz) ausgezeichnet.
Grottke hatte von 2016 bis 2018 eine Professur für Rechnungswesen und Controlling mit Schwerpunkt Digitalisierung an der SRH Hochschule für Wirtschaft und Medien Calw inne. Seit 2018 ist er Prorektor für Innovation und duales Studium sowie Professor für Allgemeine Betriebswirtschaftslehre mit Schwerpunkt Digital Business an der privaten AKAD University in Stuttgart.
Grottkes Forschungsschwerpunkte sind Digitalisierung im Mittelstand, Digitalisierung und künstliche Intelligenz in Familienunternehmen, Digitale Genossenschaften, Digital Business, Controlling 4.0 sowie Leadership im digitalen Zeitalter.

## Schriften (Auswahl)
- mit Franz-Xaver Betz, Jürgen Ernstberger, Georg Herde et al.: Digitalisierung der Prüfung: Datenanalyse im Aufbruch. Erich Schmidt Verlag, Berlin 2018, ISBN 978-3-503-17732-5.
- mit David Christen, Dominik Fischer, Anton Grening et al: GoBD und Big Data: Neue Herausforderungen für die digitale Datenanalyse. Erich Schmidt Verlag, Berlin 2015, ISBN 978-3-503-16544-5.
- Die strukturale Lageberichtsanalyse als Bestandteil einer offenen, erweiterten Jahresabschlussanalyse. EUL-Verlag, Lohmar 2012, ISBN 978-3-8441-0117-1 (zugleich: Dissertation, Universität Passau, 2011).
- Hrsg.: Plagiatserkennung, Plagiatsvermeidung und Plagiatssanktionierung. Interdisziplinäre Lösungsansätze für die Korrekturpraxis an Universitäten und Fachhochschulen. EUL Verlag, Lohmar 2012, ISBN 978-3-8441-0200-0.